# Peralejos de Abajo
Peralejos de Abajo es un municipio y localidad española de la provincia de Salamanca, en la comunidad autónoma de Castilla y León. Se integra dentro de la comarca de Vitigudino y la subcomarca de la Tierra de Vitigudino. Pertenece al partido judicial de Vitigudino.
Su término municipal está formado por un solo núcleo de población, ocupa una superficie total de 19,68 km² y según los datos demográficos recogidos en el padrón municipal elaborado por el INE en el año 2017, cuenta con una población de 160 habitantes.

## Etimología

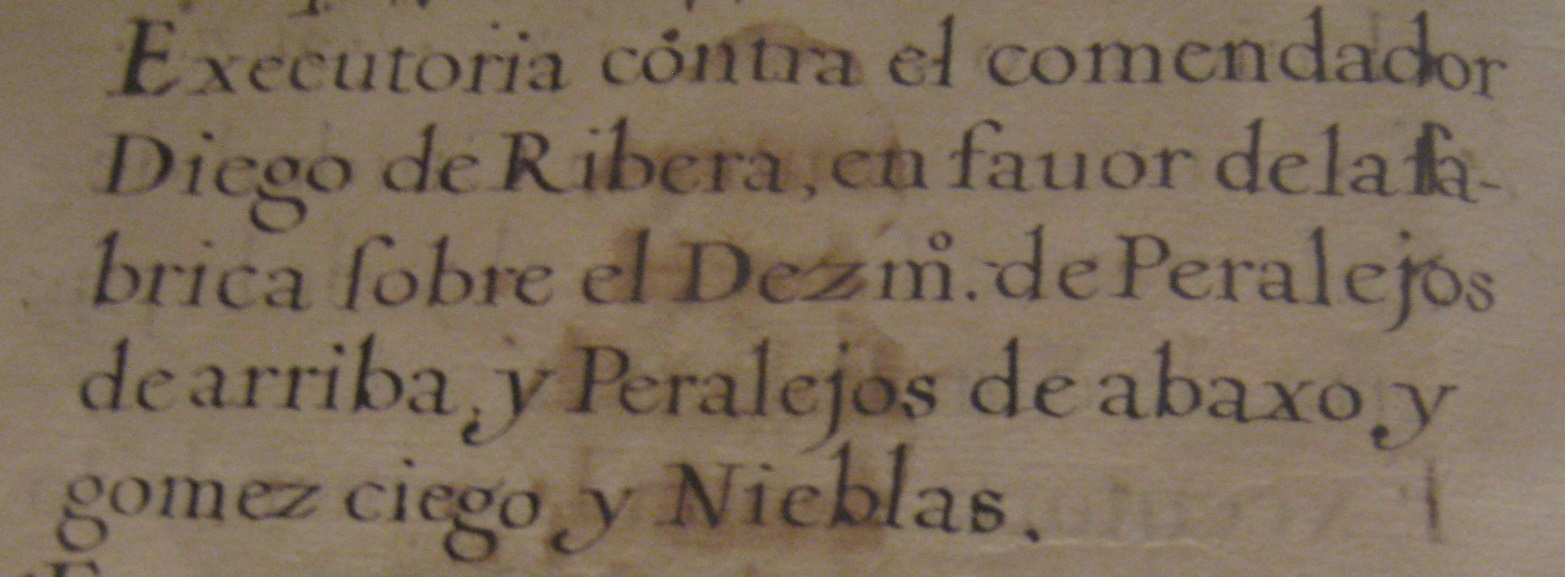
Documento de 1616 en el que se indica como "Peralejos de Abaxo"

Su nombre primitivo era Perreleios o Perrelegio, que aluden a la naturaleza pedregosa del terreno. En el año 1169, en la regesta del rey Fernando II de León, viene recogido como Perrelegio. Más tarde, ya en el siglo XIII, se denominaba Perreleios de Yuso, pasando posteriormente a llamarse Peralexos de Abaxo, nombre que tenía en el siglo XVI y del que derivaría el actual de Peralejos de Abajo. En el siglo XVII aparece recogido como Peralejos de Abaxo en el inventario del Archivo del Cabildo Catedralicio de Salamanca de 1616, en una suerte de camino medio entre el Peralexos de Abaxo del siglo XVI y el Peralejos de Abajo actual.

## Símbolos

### Escudo
El escudo heráldico que representa al municipio fue aprobado con el siguiente blasón:

«Partido. Primero, peral afrutado al natural campo de oro. Segundo, de sinople, sembrado de cántaras de oro. Timbrado de la corona real española»

### Bandera
La bandera municipal fue aprobada con la siguiente descripción textual:

«Cuadrada de proporciones 1:1, formada por un paño de color verde con una aspa amarilla. Centrado y sobrepuesto el escudo de armas local»

## Historia

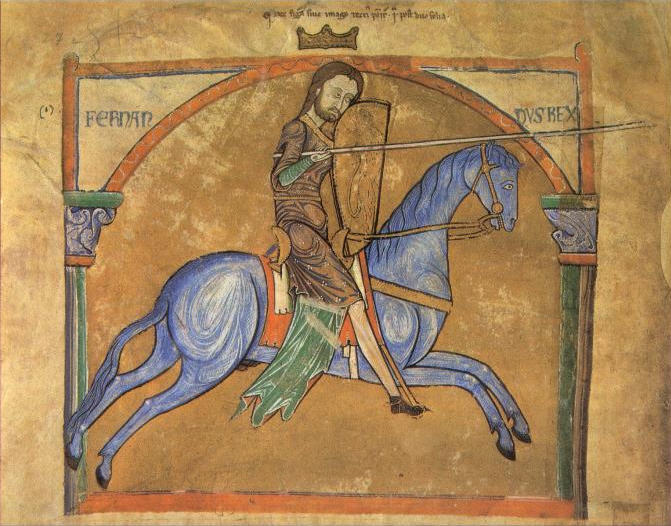
Fernando II de León otorgó Peralejos de Abajo a la Orden de Santiago en el

Peralejos de Abajo está directamente relacionado con las repoblaciones efectuadas por los reyes leoneses en la Alta Edad Media, cuando fue fundado. Fue señorío de la Orden de Santiago a la cual quedó ligada por orden del rey Fernando II de León en el siglo XII, manteniéndose en la misma hasta 1873 bajo el obispado de León de Santiago, que encuadraba los territorios leoneses de dicha Orden, pasando entonces, con su disolución por orden papal, a formar parte de la Diócesis de Salamanca. Con la creación de las actuales provincias en 1833, Peralejos quedó integrado en la provincia de Salamanca, dentro de la Región Leonesa. Antiguamente fue un importante núcleo alfarero, actividad extinguida en la década de 1970 con el fallecimiento del último alfarero de la localidad.

## Demografía
Peralejos de Abajo cuenta con una población de 171 habitantes (INE 2024).
| Gráfica de evolución demográfica de Peralejos de Abajo entre 1842 y 2021                                            |
| |
| Población de derecho según los censos de población del INE Población de hecho según los censos de población del INE |

Según el Instituto Nacional de Estadística, Peralejos de Abajo tenía, a 31 de diciembre de 2018, una población total de 157 habitantes, de los cuales 83 eran hombres y 74 mujeres. Respecto al año 2000, el censo refleja 197 habitantes, de los cuales 94 eran hombres y 103 mujeres. Por lo tanto, la pérdida de población en el municipio para el periodo 2000-2018 ha sido de 40 habitantes, un 21 % de descenso.

## Administración y política

### Gobierno municipal
| Partido político                         | 2019  | 2019  | 2019       | 2015  | 2015  | 2015       | 2011  | 2011  | 2011       | 2007  | 2007  | 2007       | 2003  | 2003  | 2003       |
| Partido político                         | %     | Votos | Concejales | %     | Votos | Concejales | %     | Votos | Concejales | %     | Votos | Concejales | %     | Votos | Concejales |
| Partido Popular (PP)                     | 58,93 | 66    | 5          | 72,88 | 86    | 5          | 89,31 | 117   | 5          | 66,10 | 117   | 5          | 56,06 | 74    | 4          |
| Partido Socialista Obrero Español (PSOE) | 25,89 | 29    | 0          | 11,02 | 13    | 0          | 6,87  | 9     | 0          | 32,77 | 58    | 0          | 51,52 | 68    | 1          |

### Elecciones autonómicas
| Partido político                                     | 2022  | 2022  | 2019  | 2019  | 2015  | 2015  | 2011  | 2011 | 2007  | 2007 | 2003  | 2003 | 1999  | 1999 | 1991  | 1991 | 1987  | 1987 | 1983  | 1983 |
| Partido político                                     | Votos | %     | Votos | %     | Votos | %     | Votos | %    | Votos | %    | Votos | %    | Votos | %    | Votos | %    | Votos | %    | Votos | %    |
| Partido Popular (PP)                                 | 50    | 49,50 | 43    | 37,72 | 70    | 66,04 | —     | —    | —     | —    | —     | —    | —     | —    | —     | —    | —     | —    | —     | —    |
| Vox                                                  | 22    | 21,78 | 8     | 7,02  | 1     | 0,94  | —     | —    | —     | —    | —     | —    | —     | —    | —     | —    | —     | —    | —     | —    |
| Partido Socialista Obrero Español (PSOE)             | 21    | 20,79 | 24    | 21,05 | 13    | 12,26 | —     | —    | —     | —    | —     | —    | —     | —    | —     | —    | —     | —    | —     | —    |
| Unión del Pueblo Leonés (UPL)                        | 5     | 4,95  | 1     | 0,88  | —     | —     | —     | —    | —     | —    | —     | —    | —     | —    | —     | —    | —     | —    | —     | —    |
| Ciudadanos (Cs)                                      | 1     | 0,99  | 29    | 25,44 | 10    | 9,43  | —     | —    | —     | —    | —     | —    | —     | —    | —     | —    | —     | —    | —     | —    |
| España Vaciada                                       | 1     | 0,99  | —     | —     | —     | —     | —     | —    | —     | —    | —     | —    | —     | —    | —     | —    | —     | —    | —     | —    |
| Podemos                                              | 0     | 0,00  | 3     | 2,63  | 7     | 6,60  | —     | —    | —     | —    | —     | —    | —     | —    | —     | —    | —     | —    | —     | —    |
| Partido Animalista Contra el Maltrato Animal (PACMA) | 0     | 0,00  | 1     | 0,88  | 1     | 0,94  | —     | —    | —     | —    | —     | —    | —     | —    | —     | —    | —     | —    | —     | —    |
| Partido Regionalista del País Leonés (PREPAL)        | 0     | 0,00  | 0     | 0,00  | 1     | 0,94  | —     | —    | —     | —    | —     | —    | —     | —    | —     | —    | —     | —    | —     | —    |
| Contigo Somos Democracia                             | —     | —     | 2     | 1,75  | —     | —     | —     | —    | —     | —    | —     | —    | —     | —    | —     | —    | —     | —    | —     | —    |
| Izquierda Unida (IU)-Anticapitalistas-PCAS-TC-Alter  | —     | —     | 1     | 0,88  | —     | —     | —     | —    | —     | —    | —     | —    | —     | —    | —     | —    | —     | —    | —     | —    |
| Unión Progreso y Democracia (UPyD)                   | —     | —     | —     | —     | 1     | 0,94  | —     | —    | —     | —    | —     | —    | —     | —    | —     | —    | —     | —    | —     | —    |

## Cultura

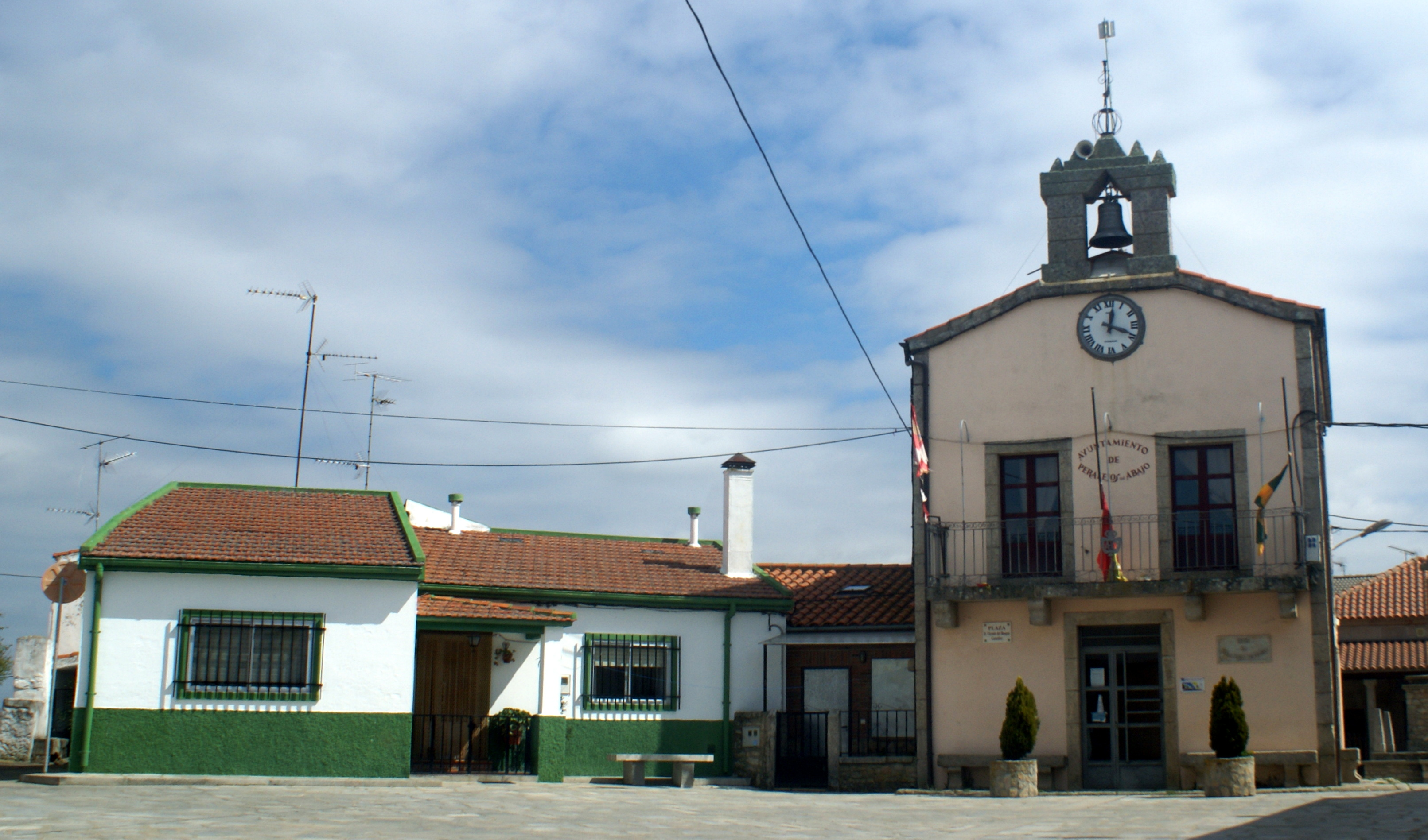
Casa consistorial

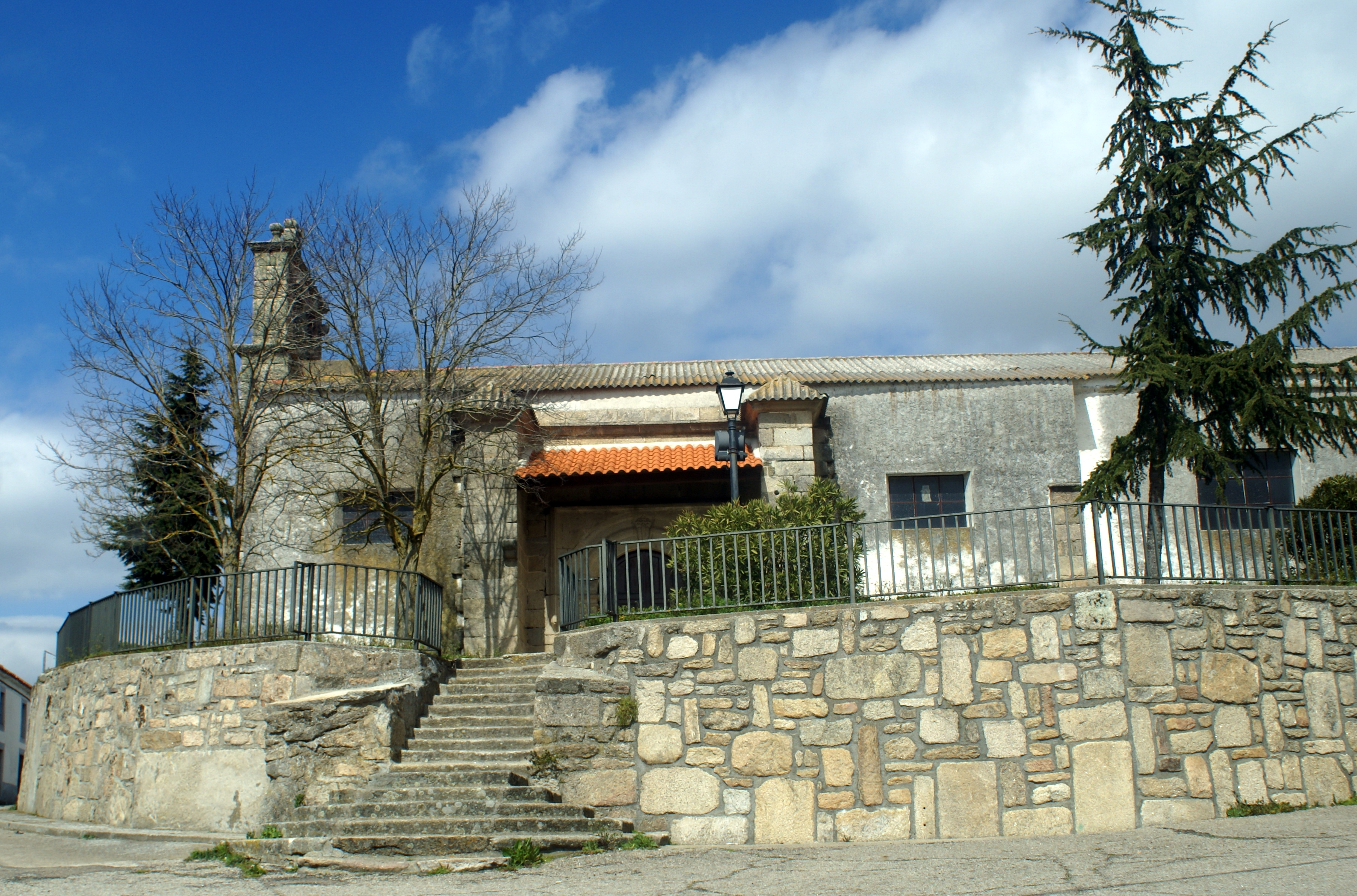
Iglesia parroquial

### San Blas
Santo patrón. Su festividad se celebra el 3 de febrero, con procesión y bendición de gargantillas que libran a los peralejanos de las afecciones de garganta. Goza de mayor popularidad.

### San Juan
Santo patrón. Su festividad se celebra el 24 de junio. Goza de una menor importancia. Es típica la procesión del santo por las calles del pueblo.

### Nuestra Señora de la Asunción
Santa patrona. Se celebra el 15 de agosto. Es típica la eucaristìa en su honor.

### Feria agroalimentaria hispano-lusa y de las tradiciones artesanas
Celebrada el primer sábado de cada agosto. Goza de gran afluencia y popularidad. Se enmarca en las fiestas de agosto. Dentro de la cual se incluyen la Feria de maquinaria y la Feria de ganado.